# Astronomia extragalàctica
L'astronomia extragalàctica és l'estudi d'objectes fora de la Via Làctia.
L'astronomia extragalàctica va néixer com a tal quan Edwin Hubble va descobrir les Cefeides a la nebulosa d'Andròmeda, confirmant que, a jutjar per la distància, deuria estar fora de la nostra galàxia i que, per la seva mida, deuria ser una galàxia comparable o inclús més gran que la Via Làctia.
Més tard es va descobrir que les galàxies no es troben aïllades, sinó que formen grups de diferents mides. A més, existeix una organització jeràrquica on agrupacions més petites formen part d'agrupacions majors.